# Cranbrook Colony

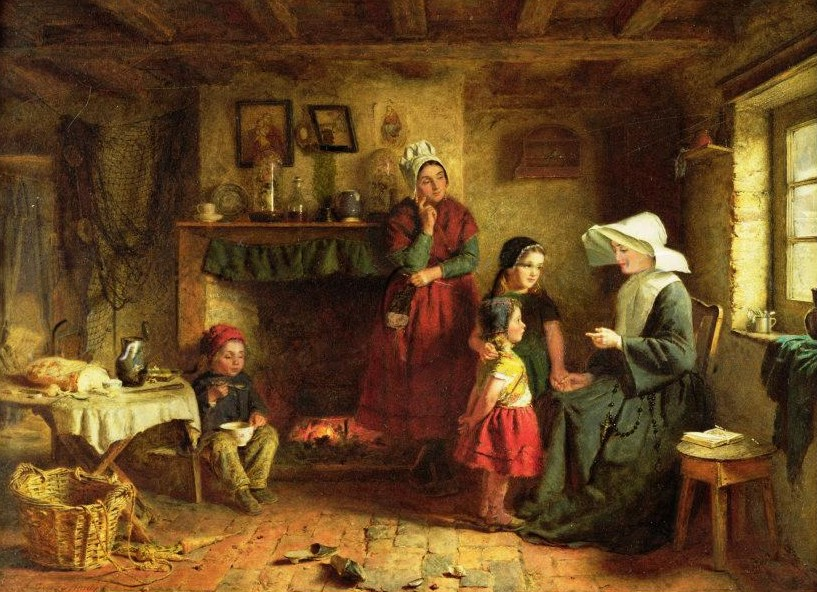
George Hardy 1866: Die barmherzige Schwester

In der Cranbrook Colony lebten und arbeiteten in der zweiten Hälfte des 19. Jahrhunderts im englischen Cranbrook Genremaler, die in ihren Werken hauptsächlich das Landleben in der Grafschaft Kent darstellten. Vorbilder waren die niederländischen und flämischen Meister aus dem 17. Jahrhundert.
Frederick Daniel Hardy (1827–1911) aus Windsor (Berkshire) fand solchen Gefallen an der Gegend, dass er sich 1853 in Cranbrook niederließ und bis zu seinem Tode im Jahr 1911 dort blieb. 1857 wurde sein Mentor Thomas Webster (1800–1886) ansässig und blieb ebenfalls.
Später kamen Frederick Hardys Bruder George Hardy (1822–1909), John Callcott Horsley und George Bernard O’Neill (1828–1917). Zu Besuch kamen des Öfteren George Henry Boughton und Augustus Edwin Mulready (1844–1905).
Die Bilder verkauften sich gut. Industrielle der Midlands waren dankbare Kunden.
Es fanden sich Nachahmer – beispielsweise William Henry Knight (1823–1863).

## Arbeiten von
1. ↑  Frederick Daniel Hardy
2. ↑  Thomas Webster
3. ↑  George Hardy
4. ↑  George Bernard O'Neill
5. ↑  Augustus Edwin Mulready
6. ↑  William Henry Knight